# Lilium ledebourii
Lilium ledebourii (persisch: سوسن چلچراغ, „Susan–e–chelcheragh“) ist eine Art aus der Gattung der Lilien (Lilium) in der Sektion Liriotypus innerhalb der Familie der Liliengewächse (Liliaceae). Die Art gilt als gefährdet.

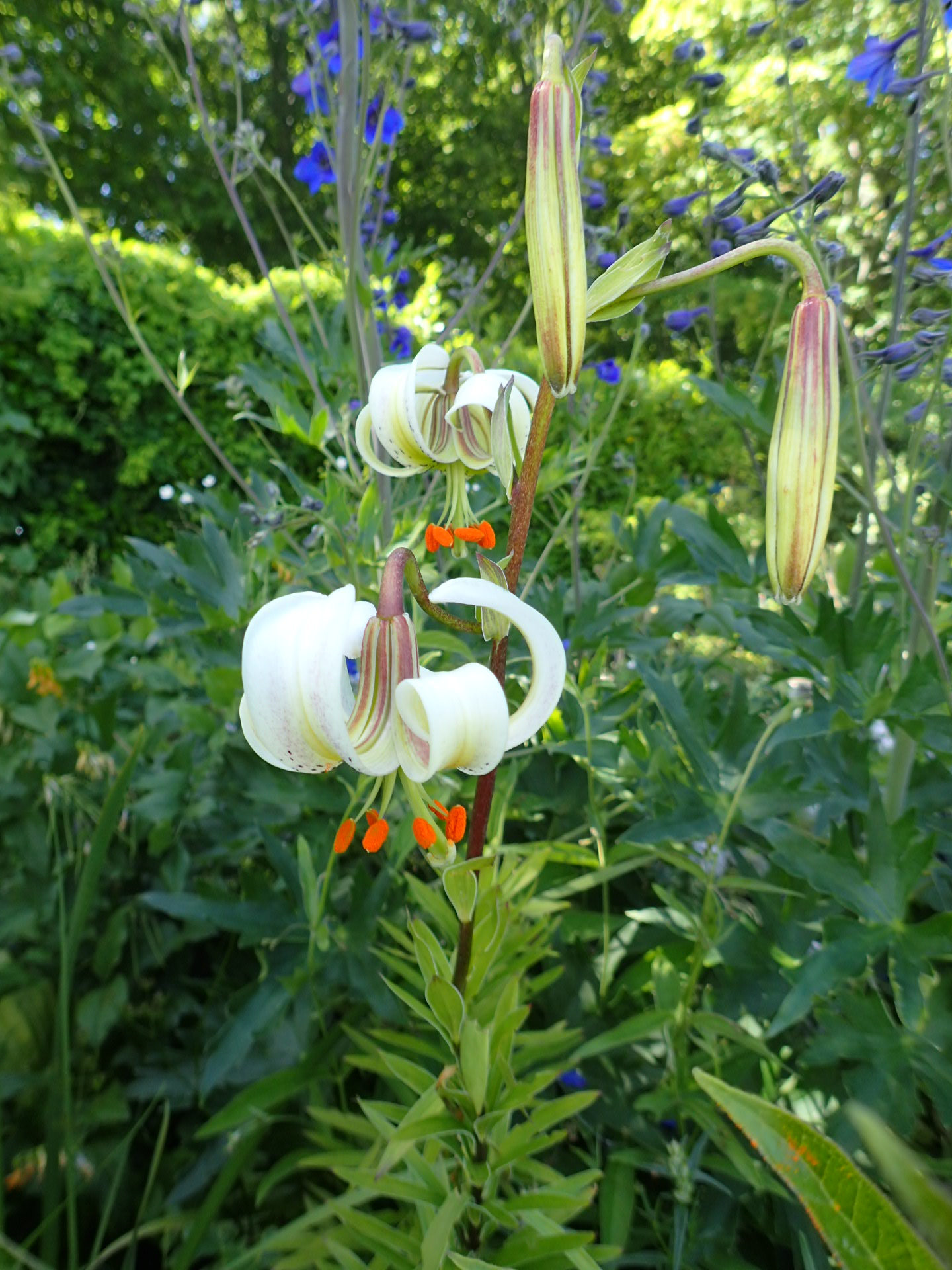
Blüten

## Beschreibung
Lilium ledebourii ist eine ausdauernde krautige Pflanze, die Wuchshöhen von 50 bis 150 Zentimetern erreicht. Die gelben Zwiebeln sind oval und erreichen einen Durchmesser von etwa 5 bis 7 cm, sie sind stark segmentiert, die Schuppen sind lanzettlich.
Der Stängel ist hart und gerade. Die aufrecht stehenden, am Rand fein behaarten Laubblätter sind linealisch bis lanzettlich und zwischen 10 und 14 Zentimeter lang und 1 bis 2 Zentimeter breit und entlang der Nervatur auf der Unterseite papillös.
Die Pflanze blüht im Juni und Juli mit 1 bis 15 in einer Rispe nickenden, duftenden Blüten. Die an bis zu 13 Zentimeter langen Blütenstielen stehenden zwittrigen Blüten sind dreizählig, die Tragblätter lanzettlich und an der Spitze blau. Die sechs gleichgestalteten Blütenhüllblätter (Tepalen) sind stark zurückgebogen und bilden eine Tiara von 4 bis 6 cm Durchmesser. Die Grundfarbe der Blüten ist weiß, zur Basis hin grün, in mittig zur Tepalspitze hin purpurn überlaufen. Die Filamente sind grün und die Pollen leuchtend rot. Die Samen reifen bis September in 3 bis 4,5 Zentimeter langen und 2,5 bis 3,2 Zentimeter breiten, umgekehrt eiförmigen und annähernd sechseckigen Samenkapseln heran und keimen verzögert-epigäisch.

## Verbreitung
Die Art ist endemisch in einem kleinen Gebiet im Talysch-Gebirge sowie im Grenzland des Iran und Aserbaidschan sowie in Amarlu (Iran) in Höhenlagen um 2100 m. Im Nordiran (Amarlu) wurde für sie ein 0,6 ha großes Schutzgebiet geschaffen.
Lilium ledebourii braucht einen trockenen, sonnigen Standpunkt auf gut drainiertem Boden, sie ist sehr anfällig gegen Feuchtigkeit.

## Taxonomie
Lilium ledebourii wurde 1875 von John Gilbert Baker als Varietät Lilium monadelphum var. ledebourii Baker in Journal of the Linnean Society. Botany Band 14, Seite 246 erstbeschrieben. Die Varietät wurde 1882 von Boissier in Flora Orientalis sive enumeratio plantarum in Oriente a Graecia et Aegypto ad Indiae... Band 5 Teil 1, Seite 175 als Art Lilium ledebourii (Baker) Boiss. eingestuft. Das Epithet ehrt den Botaniker Carl Friedrich von Ledebour. 

## Nachweise
- Hassan Farsam, Massoud Amanlou, Gholamreza Amin, Gholamreza Nezamivand-Chegini, Mohammad-Hossain Salehi-Surmaghi, Abbas Shaffiee: Anatomical And Phythochemical Study Of Lilium ledebourii (Baker) Boiss., A Rare Endemic Species In Iran, in: Daru, Vol. 11 No. 4, 2003, pp. 164–170
- Beschreibung in "Ornamental Plants from Russia" (in englischer Sprache)
- Position des Nationalparks (in englischer Sprache)